# Колгейтский университет
Колгейтский университет (Университет Колгейт, англ. Colgate University) — американский частный гуманитарный университет в Гамильтоне, округ Мадисон штата Нью-Йорк.
Основан в 1819 году. Нынешнее название с 1890 года.
В 2023 году в рейтинге лучших гуманитарных вузов США по версии U.S. News & World Report занял 18-е место.

## Выпускники
- Аддамс, Чарльз — американский художник-карикатурист, создатель персонажей Семейки Аддамс.
- Бак, Брюс — британский юрист и футбольный менеджер американского происхождения.
- Балабан, Боб — американский актёр, режиссёр, продюсер и сценарист.
- Бартлетт, Альберт — американский физик, участник Манхэттенского проекта, популяризатор науки.
- Вигмэн, Джиллиан — американская актриса, комедиантка и сценарист.
- Итон, Сайрус —  канадский и американский предприниматель, филантроп, общественный деятель.
- Каслмен, Фрэнк — легкоатлет, серебряный призёр летних Олимпийских игр 1904 года.
- Макдональд, Энди — профессиональный канадский хоккеист, обладатель Кубка Стэнли (2007).
- Мерфи, Кори — профессиональный канадский хоккеист, чемпион мира 2007 года.
- Милбери, Майк —  американский хоккеист, тренер, менеджер и спортивный комментатор.
- Рансохов, Мартин — американский кинопродюсер.
- Робертсон, Аарон — американский математик, специализирующийся на теории Рамсея.
- Роджерс, Уильям Пирс — американский государственный деятель, занимавший посты Генерального прокурора США и государственного секретаря США.
- Руни, Энди — американский журналист.
- Уилсон, Кайл — канадский хоккеист, обладатель Кубка Колдера (2009, 2010).
- Хеджес, Крис — американский журналист, автор нескольких книг, лауреат Пулитцеровской премии.
- Хьюз, Чарльз Эванс — американский государственный деятель, занимавший посты губернатора Нью-Йорка, государственного секретаря США и главного судьи Верховного суда США.
- Эвери, Освальд — американский молекулярный биолог, иммунолог, медик.